# Agrigento
Agrigentoⓘ – miasto na południowym wybrzeżu Sycylii,  w prowincji Agrigento. Ośrodek handlowy i turystyczny, według danych ze stycznia 2010 zamieszkuje go 59,2 tys. mieszkańców.
W starożytności nosiło nazwę Akragas, później Agrigentum, następnie Girgenti i wreszcie od 1927 Agrigento.
Zabytki:
- dobrze zachowane świątynie greckie (VI i V w. p.n.e.)
- rzymskie grobowce i ruiny domów (II-I w. p.n.e.)
- kościoły (XII-XIV w.)
- katedra (XIII-XV w.).

W mieście znajduje się stacja kolejowa Agrigento Centrale.
Wczesną wiosną odbywa się tu tradycyjne Święto Kwitnących Migdałowców, któremu towarzyszy międzynarodowy festiwal folklorystyczny.

## Historia
Pierwsze ślady osadnictwa greckiego na tym terenie w postaci ceramiki mykeńskiej oraz grobów tholosowych pochodzą z XIV w. p.n.e. Właściwe Akragas zostało założone w 582 p.n.e. przez mieszkańców Gelai oraz greckich kolonistów z Koryntu i Rodos. Swoją nazwę przyjęło od rzeki, nad którą powstało. Rozkwit miasta przypada na VI i V wieku p.n.e., kiedy miastem rządzili tyrani Falaris i Teron. W 480 p.n.e. Teron wraz z tyranem Syrakuz Gelonem pokonał w bitwie pod Himerą Kartagińczyków. 
W okresie największego rozkwitu Akragas opanowało jedną trzecią Sycylii. Był to obszar położony między Etną a Himerą nad Morzem Tyrreńskim, aż do Selinunte i Gela. 
Akragas słynęło z eksportu zboż, oliwy, wina i wyrobów ze skóry. Zajmowało obszar około 18 ha i otoczone było murami obronnymi o długości 10 km z dziewięcioma bramami. Główną z nich była brama IV w południowym odcinku murów, zwana Złotą Bramą. Do najsłynniejszych klasycznych budowli należały świątynia Hery, Zeusa Olimpijskiego i świątynia Concordia zamieniona w 597 na katolicki kościół.
Po śmierci Terona w 473 p.n.e. władzę objął jego syn Trazydeos, ale w 471 p.n.e. został wygnany przez mieszkańców miasta, którzy wprowadzili następnie w mieście demokrację. Reforma kierowana przez filozofa Empedoklesa doprowadziła do utworzenia rady, której członkowie byli wybierani przez obywateli miasta. Według historyka Diodora w 415 p.n.e. liczba mieszkańców miasta osiągnęła 200 tysięcy.
W 406 p.n.e., po 8-miesięcznym oblężeniu, Akragas zostało zdobyte i zniszczone przez Kartagińczyków. Po odbudowie przez Timoleona około 350 p.n.e. było niszczone jeszcze dwukrotnie w trakcie wojen punickich przez Kartagińczyków i Rzymian. Timoleon pokonał Kartagińczyków w 340 p.n.e. pod Crimiso (obecnie Belice), ale po kilku latach Kartagińczycy powrócili i panowali nad miastem aż do 210 p.n.e., kiedy Rzymianie zdobyli miasto podczas II wojny punickiej. Rzymianie, którzy rządzili miastem ponad pięć wieków, zmienili jego nazwę na Agrigentum. 
Po upadku Cesarstwa rzymskiego Agrigentum ulegało najazdom barbarzyńców. Między 429 a 440 kilkakrotnie najeżdżali go Wandalowie. W 490 pojawili się Goci Teodoryka. Wypędziła ich armia cesarstwa Bizancjum w 535 pod Belisariusem. Goci wrócili jeszcze raz w 538 pod wodzą Totili, ale ostatecznie miasto zostało podporządkowane Bizancjum.
W 828 miasto zajęli Arabowie. Po klęsce pod Katanią wycofali się, ale powrócili w 840. Miasto nazwane przez nich Kerkent (lub Gergent) zostało zajęte przez plemię berberyjskie, które je ufortyfikowało, zamieniając w swój najważniejszy ośrodek. W 1087 Normanowie Rogera I opanowali Sycylię, przy czym Agrigento było jednym z ostatnich miast, które się im poddało. Nadano mu przy tym nową nazwę: Girgenti.
Nazwa Girgenti przetrwała aż do 1927, kiedy Mussolini zdecydował się przywrócić włoskim miastom nazwy, pod którymi były znane w cesarstwie rzymskim. Wtedy miastu Girgenti nadano nazwę Agrigento. 
Z Akragas pochodził starożytny filozof Empedokles; z Girgenti – Luigi Pirandello.

## Miasta partnerskie
- Stany Zjednoczone: Tampa